# Жордан Отвільський
Жордан Отвільський (фр. Jourdain de Hauteville; італ. Giordano d'Altavilla, помер у вересні 1092) — граф Сиракуз і Ното на Сицилії з нормандського роду Отвілів, син або бастард Рожера I Сицилійського.

## Біографія
Ім'я матері Жордана невідоме. Малатерра кілька разів підкреслює його незаконнонародженість, але попри це низка дослідників вважають його сином Рожера I та його першої дружини Юдифі Еврейської.
У 1077 році Жордан вперше згадується Малатеррою як учасник облоги Трапані. Жордан зі своїм загоном уночі висадився на півострів, де городяни випасали стада, і влаштував засідку. Вранці жителі Трапані як зазвичай вивели свої стада на пасовище, де Жордана несподівано напав на них і захопив усіх тварин. Втративши свої запаси їжі, містяни Трапані капітулювали.
У 1078 році Жордан згадується як учасник облоги Таорміни. У 1081 році Жордан з двома воєначальниками Робером де Сурдевілем та Еліасом Картоменсісом зуміли відбити у арабів Катанію, захоплену за допомогою зрадника сиракузьким еміром Бенарветом.
За свої заслуги Жордан був залишений Рожером у 1082 році намісником на Сицилії, тоді як сам Рожер I брав участь у кампаніях Роберта Гвіскара на материку.
В 1083 Жордан був залучений незадоволеними баронами в заколот проти відсутнього Рожера I; заколотники захопили Містретту та Сан-Марко-д'Алунціо і мали намір захопити Тройну. Рожер I, що терміново повернувся на Сицилію, швидко придушив заколот, дванадцять найближчих радників Жордана були засліплені, а сам Жордан був кинутий у в'язницю.

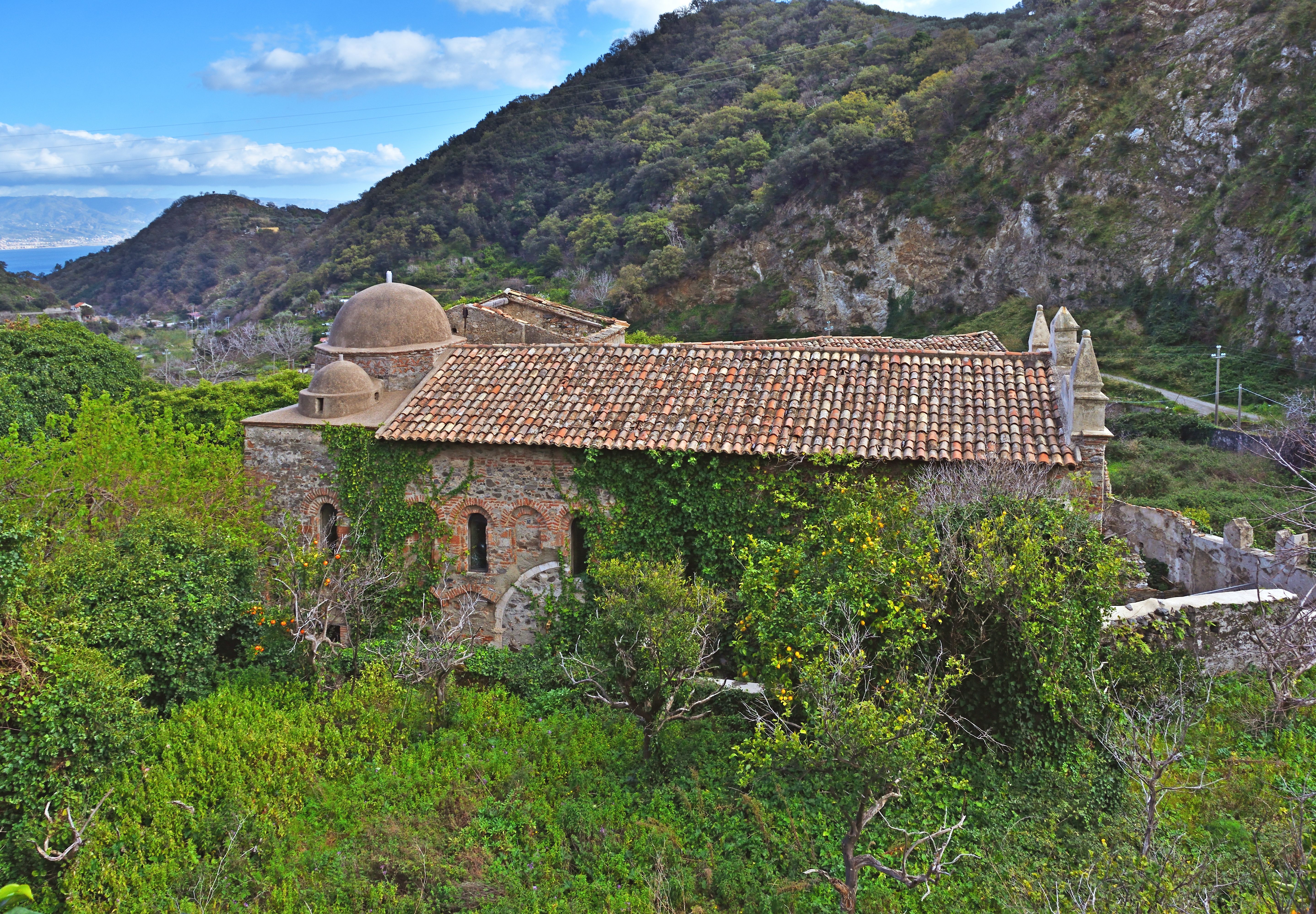
Церква Санта-Марія в Мілі-Сан-П'єтро, де був похований Джордан.

Згодом Жордан був прощений і брав участь в облозі Сиракуз у 1085 (або 1086) році і Ното (1091), а потім був зведений до графа Сиракуз і Ното.
Під час експедиції Рожера I на Мальту в 1091 році Жордан просив батька дозволити йому очолити кампанію, але батько залишив його на Сицилії і, побоюючись заколоту, найсуворіше заборонив йому навіть входити до міст, що не належать йому. А проте Жордан, хоч і не мав довіри батька, розглядався в цей час як потенційний спадкоємець, оскільки єдиний законнонароджений син Рожера I Годфрі був хворий на проказу.
Жордан несподівано помер від лихоманки 1092 року. Камінь із вирізаним написом про смерть Жордана зберігся у церкві Санта-Марія селища Мілі-Сан-П'єтро.

## Родина
У 1089 році Жордан одружився з однією з дочок Боніфація дель Васто, маркграфа Савони і Західної Лігурії (сам Рожер I одружився третім шлюбом з її двоюрідною сестрою — Аделаїдою дель Васто), відомостей про його можливих нащадків не зберіглось.